# Nutshell
«Nutshell» (с англ. — «Вкратце») — песня американской гранж-группы Alice in Chains, выпущенная на мини-альбоме Jar of Flies. Композиция открывает выступление группы на шоу MTV Unplugged, которое было сыграно группой в 1996 году в театре Маджестик Бруклинской музыкальной академии. Впоследствии концертное исполнение песни было включено в сборники: Music Bank (1999) и The Essential Alice in Chains (2006).

## История
Несмотря на то, что песня никогда не выпускалась в качестве сингла, она до сих пор остается одной из самых известных работ Alice in Chains. Композиция примечательна эмоциональной акустической инструментальной партией и соло на электрогитаре, а также мрачным текстом, касающимся одиночества, отчаяния и смерти. Многие расценивают содержание песни завуалированным высказыванием её автора, Лейна Стэйли, своего разочарования по поводу отсутствия уединения (по причине внимания к его жизни со стороны прессы). «Nutshell» считается одной из ключевых записей альтернативного рока 1990-х, несмотря на то, что она не попала ни в один из чартов Billboard или какого-либо другого международного хит-парада.

## Концертные исполнения
Alice in Chains впервые исполнили песню в «Мемориальном зале» Канзас-Сити — 22 сентября 1993 года. Одной из самых известных концертных версий песни является акустический вариант «Nutshell» исполненный группой во время шоу MTV Unplugged 10 апреля 1996 года. Композиция открывала концерт, впоследствии она была издана на официальных CD и DVD этого мероприятия. На этом концерте группа в последний раз исполнила эту песню с Лейном Стэйли.
На концертах Alice in Chains гитарист группы Джерри Кантрелл всегда посвящает «Nutshell» памяти Лейна Стэйли и Майка Старра (первый бас-гитарист группы). 24 июня 2018 года, во время выступления на фестивале Hellfest Open Air Festival в Клисоне, Alice in Chains посвятили песню своему давнему другу и барабанщику группы Pantera Винни Полу, который умер за два дня до концерта.

## Кавер-версии
Песня была перепета многими рок-группами, включая альтернативных металлистов Staind, которые выпустили концертную версию «Nutshell» на сборнике своих лучших песен The Singles: 1996—2006. В 2002 году американский коллектив Adema перепел эту композицию для своего мини-альбома Insomniac’s Dream. В 2006 году группы Shinedown и Seether записали совместную версию песни. Вокалист Slipknot и Stone Sour Кори Тейлор несколько раз исполнял акустическую версию этой песни на концертах. В 2008 году группа Hurt исполнила кавер-версию песни на концерте посвящённом памяти Лейна Стэйлиу.
Салли Эрна из группы Godsmack неоднократно исполнял песню во время своего сольного концертного тура 2013 году, посвятив её ряду известных музыкантов, имена которых отображались на экране по ходу её исполнения. Среди них были: Джим Моррисон, Курт Кобейн, Даймбэг Даррелл, Фредди Меркьюри, Джими Хендрикс, Эми Уайнхаус, Элвис Пресли, Джон Леннон, Фрэнк Синатра, Майкл Джексон, Бон Скотт и Лейн Стэйли.
В 2011 году музыкант Райан Адамс, выступающий в жанре альт-кантри, выпустил ограниченную версию сингла с этой песней. В 2013 году кавер-версию песни исполнил музыкант Даллас Грин.

## В массовой культуре
«Nutshell» фигурирует в качестве загружаемого контента к видеоигре Rocksmith. Пак под названием «Alice In Chains Song Pack II», включает также другие песни группы: «Rooster», «No Excuses», «Down in a Hole» и «Heaven Beside You».

## Участники записи
- Лейн Стейли — ведущий вокал
- Джерри Кантрелл — акустическая гитара, электрогитара
- Майк Айнез — бас-гитара
- Шон Кинни — ударные, перкуссия

## Сертификации
| Регион                                                                      | Сертификация | Продажи   |
| --------------------------------------------------------------------------- | ------------ | --------- |
| США (RIAA)                                                                  | Платиновый   | 1 000 000 |
| Данные о продажах + прослушиваниях приведены только на основе сертификации. |              |           |